# Сель-Союз
Сель-Союз (Селянський Союз, Українське соціалістичне об'єднання — Селянський Союз) — українська політична партія, поширена на українських північно-західних землях.

## Історія
Створений 1924 року (формально 17 серпня на з'їзді у Холмі), стояв на соціалістичній (серед інших вимагав передачі землі селянам без викупу) і українській національній (домагалася широких прав для українців у Польщі) платформі. До УРСР і КПЗУ Сель-Союз на початку ставився стримано, згодом позитивно.
У жовтні 1926 року більшість діячів Сель-Союзу увійшла до (складу новоствореної партії Сель-Роб. Менша, поміркованіша частина з П. Васильчуком наблизилася до УНДО. У виборах до польського сейму в березні 1928 Сель-Союз здобув два мандати. Сель-Союз чимало спричинився до поширення національної свідомості на північно-західних землях і до зростання філій і читалень «Рідної Хати».
Головні діячі: П. Васильчук (Васиньчук, перший голова), А. Братунь, С. Козицький, С. Назарук, М. Чучмай, С. Маківка.
Друкований орган — тижневик «Наше Життя», «Селянський Шлях».